# Epipodio de Lyon
Epipodio de Lyon (Épipode)  (f. 178 d. C.) es un santo cristiano y relacionado con San Alejandro de Lyon. Es venerado como santo por la Iglesia católica. 

## Biografía
Epipodio nació en Lyon y fue amigo de la infancia de San Alejandro de Lyon, médico de profesión. Ambos fueron martirizados durante el reinado de Marco Aurelio.  
Epipodio hizo gala de celibato a pesar de que nunca figuró en una orden religiosa. Trabajó para la iglesia y fue traicionado a las autoridades imperiales por un sirviente.Epipodio perdió una sandalia cuando trató de huir y los cristianos la conservaron como reliquia. Conducidos ante el gobernador, los jóvenes confesaron abiertamente que eran cristianos. El pueblo gritó enfurecido pero el gobernador se maravilló de que hubiese todavía quien tuviera el valor de confesarse cristiano, a pesar de las torturas y ejecuciones anteriores. El gobernador se enfrentó con Epipodio, a quien creía más débil, y trató de ganarle con promesas. El mártir permaneció inconmovible. El magistrado exasperado ante su firmeza, ordenó que le golpeasen en la boca; pero Epipodio continuó confesando a Cristo con los labios ensangrentados. El gobernador ordenó que le tendiesen en el potro y le desgarrasen los costados con garfios; finalmente, para complacer al pueblo, le mandó degollar. Dos días después hizo lo mismo con Alejandro."

## Veneración
En el siglo VI, tanto las reliquias de Epopidio como las de Alejandro fueran trasladas por San Ireneo al altar de la Catedral Saint-Jean de Lyon. Se describen milagros en su tumba. Epipodio es venerado con patrón de los solteros y víctimas de traiciones y torturas.